# Лобов, Георгий Агеевич
Гео́ргий Аге́евич Ло́бов (23 апреля (7 мая) 1915 — 6 января 1994) — советский лётчик-истребитель и военачальник, Герой Советского Союза (1951). Генерал-лейтенант авиации (1961). Профессор (1969).

## Биография

В годы войны.

Родился 24 апреля (7 мая по новому стилю) 1915 года в городе Екатеринодаре (ныне Краснодар) в семье железнодорожника.
Окончил школу-семилетку, фабзавуч. Работал на цементном заводе «Пролетарий» в Новороссийске: обжигальщик, инструктор и секретарь комсомольской организации завода. В 1934 году окончил Ростовское отделение Института массового заочного обучения партактива при ЦК ВКП(б). В 1934 году поступил в Новочеркасский авиационный институт, в 1935 году окончил первый курс института.
В ноябре 1935 года по спецнабору ЦК ВКП(б) был призван в Красную Армию для укрепления ВВС РККА, направлен на учёбу в 7-ю военную школу лётчиков имени Сталинградского Краснознамённого пролетариата в Сталинграде, которую окончил в 1938 году с отличием. С ноября 1938 года служил в 19-м истребительном авиационном полку 54-й авиационной бригады ВВС Ленинградского военного округа: командир звена, с июня 1939 года — помощник военного комиссара эскадрильи. В рядах 19-го истребительного авиаполка с 17 сентября по 8 октября 1939 года участвовал в Освободительном походе РККА в Западную Украину и Западную Белоруссию, а с 30 ноября 1939 года по 13 марта 1940 года участвовал в Советско-финской войне. Выполнил 66 боевых вылетов против финских войск. За эту войну награждён своим первым орденом. В 1939 году вступил в ВКП(б).
Участвовал в Великой Отечественной войне с 22 июня 1941 года. В этот день провёл свой первый воздушный бой над аэродромом Высоке-Мазовецк в 50 км западнее города Белосток, в котором был легко ранен, но из боя не вышел. В рядах 19-го истребительного авиаполка воевал на Западном фронте, с сентября 1941 года — на Ленинградском фронте. Первую воздушную победу одержал 3 октября 1941 года над Ладожским озером при отражении налёта люфтваффе на корабли, доставлявшие грузы в блокированный Ленинград. С октября 1941 года — военный комиссар эскадрильи 26-го истребительного авиаполка ПВО Ленинградского фронта. К январю 1942 года одержал 3 воздушные победы. С февраля 1942 года — военный комиссар 286-го истребительного авиаполка Ленинградского фронта. В 1942 году совершил около 70 вылетов на обеспечение безопасности полётов транспортных самолётов в блокадный Ленинград, не потеряв ни одного из них. С мая 1942 по июнь 1943 годов Г. А. Лобов был командиром группы прикрытия при еженедельных перелётах А. А. Жданова из Ленинграда на «Большую землю» и обратно. С ноября 1942 года воевал заместителем командира по политической части 275-й истребительной авиадивизии. Два года участвовал в битве за Ленинград, прикрывая с воздуха Ленинград, Кронштадт и Дорогу жизни над Ладожским озером.
С июня 1943 года — заместитель командира 322-й истребительной авиадивизии. В этой дивизии воевал на Западном, Брянском, 1-м Прибалтийском, 3-м Белорусском и 1-м Украинском фронтах. Участвовал в Курской битве, в Брянской, Невельской, Городокской, Белорусской, Висло-Одерской наступательных операциях. 25 июля 1944 года осуществил штурмовой удар по железнодорожной станции Тильзит — это было первое появление советских лётчиков над территорией Германии днём. В августе 1944 года организовал и лично возглавил серию из 4-х штурмовых авиаударов по крупнейшим аэродромам противника в Восточной Пруссии. Во время смены командования дивизии с 1 по 14 ноября 1944 года временно исполнял должность командира дивизии.
В феврале 1945 года назначен на должность командира 7-й гвардейской истребительной авиационной дивизии и командовал ею до конца войны. Дивизия обеспечивала прикрытие с воздуха переправ через реку Нейсе при подготовке к проведению Берлинской наступательной операции, участвовала в штурме Берлина и в Пражской операции. 8 мая 1945 года над чехословацким городом Мельник сбил Хейнкель-111 — как утверждают некоторые авторы, это был последний из вражеских самолётов, уничтоженных советскими лётчиками в Великой Отечественной войне, по другим данным, последней воздушной победой советских лётчиком в войне считается сбитый Георгием Голубевым 9 мая 1945 года в районе Вельке-Поповице немецкий До 217.
В Великую Отечественную войну Лобов Г. А. воевал на истребителях И-16, МиГ-3, Як-1, Ла-5, Ла-7, Як-3. Совершил 346 боевых вылетов, сбил 15 самолётов противника лично и 8 в группе. Ни разу не был сбит.
Командовал дивизией до сентября 1945 года, затем был направлен на учёбу. В 1946 году окончил шестимесячные курсы усовершенствования командиров авиационных дивизий при Военно-воздушной академии. С мая 1946 года командовал 303-й истребительной авиационной дивизией в 1-й воздушной армии Белорусского военного округа. В сентябре 1948 года дивизия была передана в 19-ю воздушную истребительную армию ПВО Московского района ПВО. После начала Корейской войны, летом 1950 года, дивизия была переброшена на Дальний Восток, а позднее на аэродромы северного Китая.

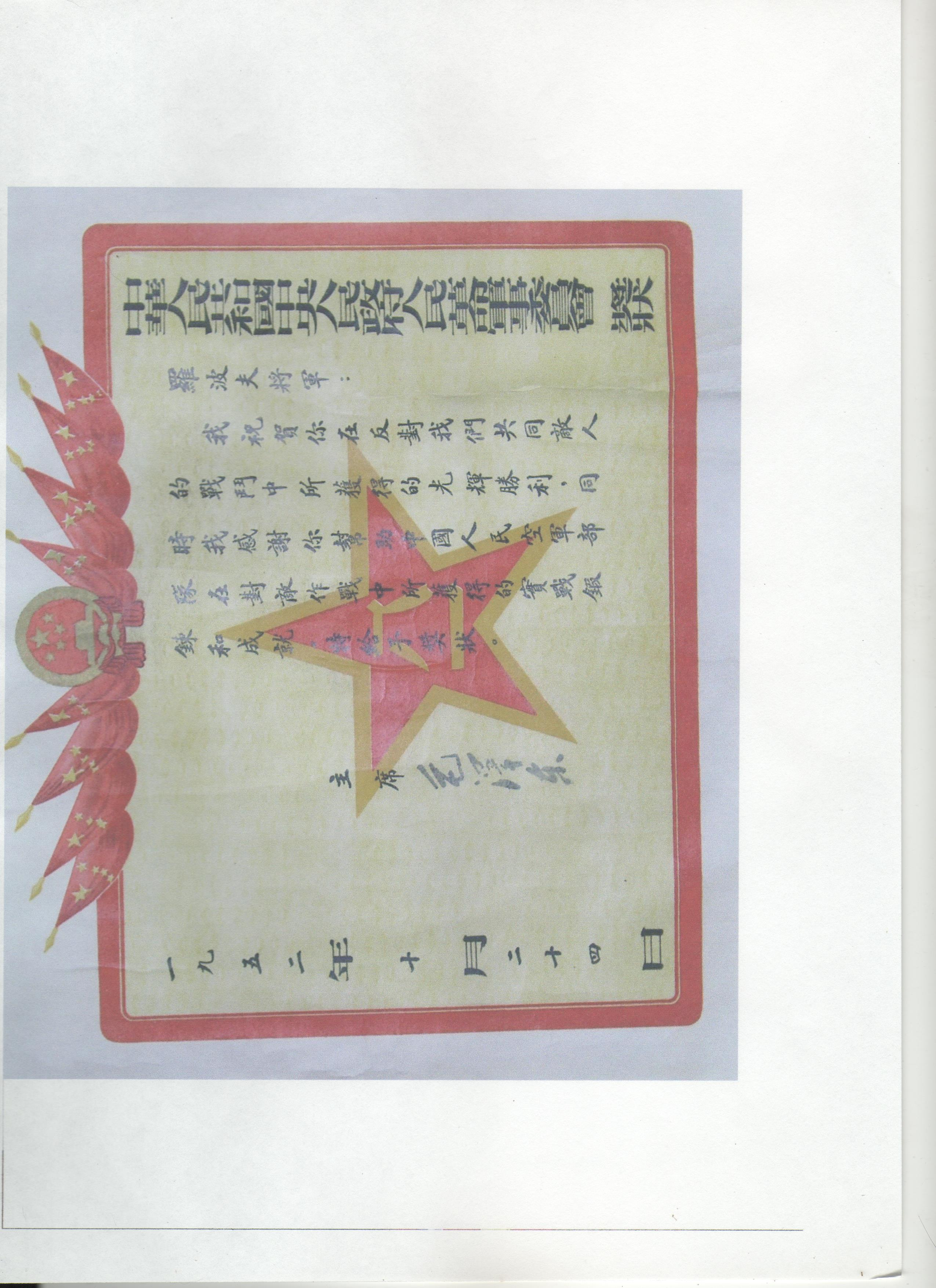
Почётная грамота КНР

С марта 1951 года генерал-майор авиации Лобов Г. А. находился в командировке в Северной Корее, сначала в качестве командира 303-й истребительной авиационной дивизии, а с сентября 1951 года — командира 64 истребительного авиационного корпуса. 30 октября (по другим данным 23 октября) 1951 года сумел воспользоваться просчётами командования противника, в результате чего, в воздушном сражении на подходах к аэродрому Намси корпус нанёс тяжелейшее поражение стратегической авиации США. Результат этого сражения, в котором одновременно участвовало около 270 самолётов, изменил характер ведения боевых действий в Корейской войне и вынудил военное руководство США пересмотреть планы использования стратегической авиации. Несмотря на генеральское звание и должность, показывая молодым лётчикам приёмы борьбы с вражеской авиацией, выполнил в небе Северной Кореи 15 боевых вылетов на реактивном истребителе МиГ-15, в воздушных боях сбил 4 самолёта лично (все сбитые — реактивные истребители F-80).

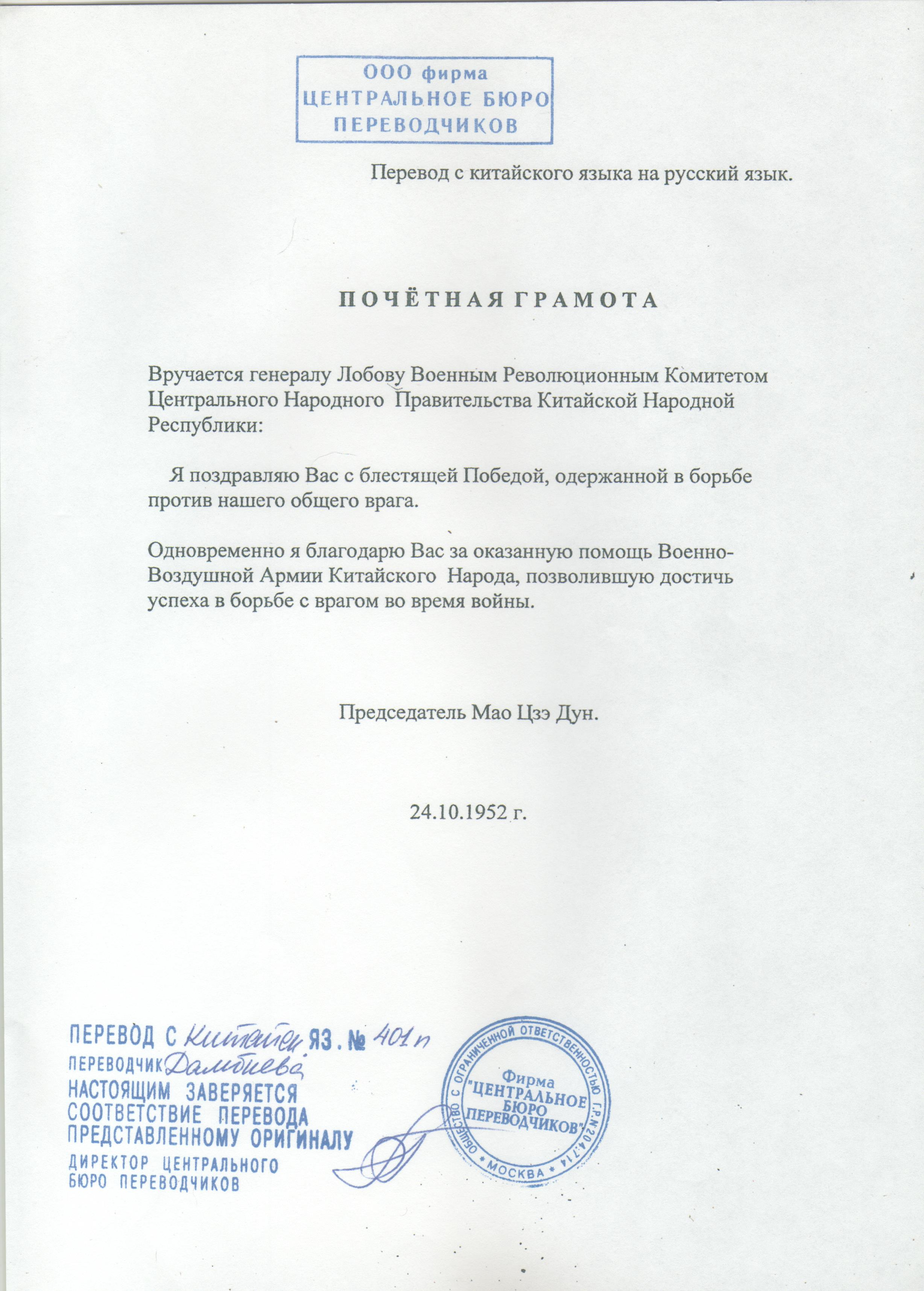
Перевод Почётной грамоты КНР

В 1955 году с отличием окончил Высшую военную академию им. К. Е. Ворошилова. С ноября 1955 года — генерал-инспектор Инспекции истребительной авиации Главной инспекции Министерства обороны СССР, с апреля 1957 года — генерал-инспектор фронтовой авиации Инспекции ВВС Главной инспекции Министерства обороны СССР. С апреля 1962 года был заместителем командующего по боевой подготовке — начальником отдела боевой подготовки и вузов ВВС Московского военного округа. С марта 1963 года служил начальником кафедры военно-воздушных сил Военной академии имени М. В. Фрунзе, профессор.
С февраля 1975 года находился в запасе. Продолжал активно заниматься военно-исследовательской работой. В начале 90-х годов опубликовал военно-исторические очерки «В небе Северной Кореи» — первый в советской историографии обзор и анализ боевых действий 64-го истребительного авиационного корпуса в Северной Корее.
Умер в Москве 6 января 1994 года. Похоронен на Троекуровском кладбище Москвы.
Мемориальная доска установлена на доме № 1 на Кудринской площади в Москве, в котором жил Г. А. Лобов с 1955 по 1994 годы.

## Учёные звания
- Доцент (4 декабря 1965).
- Профессор (Решение ВАК от 31 октября 1969).

## Награды
Советские:
- Медаль «Золотая Звезда» Героя Советского Союза (10.10.1951);
- орден Ленина (10.10.1951);
- четыре ордена Красного Знамени (26.02.1942[13], 18.08.1944, 6.05.1945, 30.12.1956);
- орден Кутузова II степени (29.05.1945);
- два ордена Отечественной войны I степени (07.04.1944, 11.03.1985);
- три ордена Красной Звезды (7.04.1940, 19.11.1951, 16.10.1957);
- орден «За службу Родине в Вооружённых Силах СССР» III степени (30.04.1975);
- медаль «За боевые заслуги» (1946);
- медаль «В ознаменование 100-летия со дня рождения Владимира Ильича Ленина»;
- медаль «За оборону Ленинграда»;
- медаль «За оборону Москвы»;
- медаль «За победу над Германией в Великой Отечественной войне 1941—1945 гг.»;
- юбилейная медаль «Двадцать лет Победы в Великой Отечественной войне 1941—1945 гг.»;
- юбилейная медаль «Тридцать лет Победы в Великой Отечественной войне 1941—1945 гг.»;
- юбилейная медаль «Сорок лет Победы в Великой Отечественной войне 1941—1945 гг.»;
- медаль «За взятие Берлина»;
- медаль «За освобождение Праги»;
- медаль «Ветеран Вооружённых Сил СССР»;
- медаль «30 лет Советской Армии и Флота»;
- медаль «40 лет Вооружённых Сил СССР»;
- медаль «50 лет Вооружённых Сил СССР»;
- медаль «60 лет Вооружённых Сил СССР»;
- медаль «В память 250-летия Ленинграда»;
- медаль «70 лет Вооружённых Сил СССР».

Иностранные ордена и медали:
- орден «9 сентября 1944 года» I степени с мечами (НРБ, 14.09.1974);
- Боевой орден «За заслуги перед народом и Отечеством» в серебре (ГДР, 8.05.1975)[14];
- орден Красного Знамени (МНР, 20.01.1969);
- медаль «50 лет Монгольской Народной Армии» (МНР, 1971);
- медаль «Братство по оружию» (ПНР);
- медаль «40 лет освобождения Кореи» (КНДР, 1985);
- медаль «Китайско-советской дружбы» (КНР).

## Публикации
Автор 53 публикаций, в том числе:
1. военно-исторические очерки «В небе Северной Кореи». Журнал «Авиация и космонавтика» № 10-12 за 1990 г., № 1-5 1991 г.;
2. многочисленные публикации в журналах и газетах «Авиация и космонавтика», «Военный вестник», «Красная Звезда», «Правда», «Вестник воздушного флота», «Советская авиация», «Военная мысль»;
3. учебник «Фронтовая авиация в армейских операциях и общевойсковом бою» (руководитель авторского коллектива);
4. «Советские летчики в боях за свободу и независимость КНДР»[15]
5. ряд специальных учебных пособий.